# Monodelphis iheringi
Monodelphis iheringi är en pungdjursart som först beskrevs av Oldfield Thomas 1888. Monodelphis iheringi ingår i släktet pungnäbbmöss och familjen pungråttor. IUCN kategoriserar arten globalt som otillräckligt studerad. Inga underarter finns listade.
Artepitet i det vetenskapliga namnet hedrar den tyska zoologen Hermann von Ihering.
Pungdjuret förekommer i sydöstra Brasilien (delstaterna Rio Grande do Sul, São Paulo, Santa Catarina och Espírito Santo). Arten vistas främst i regnskogar på marken.